# Ligue centrale

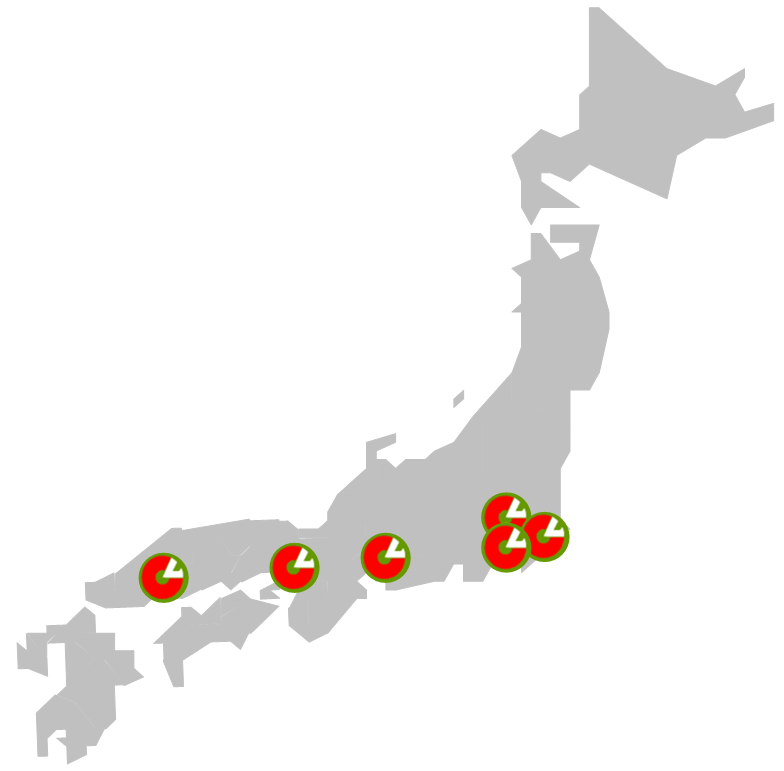
Emplacement des franchises de la Ligue Centrale

La Ligue centrale (japonais : セントラル・リーグ, Sentoraru Rīgu), ou Ligue Ce (セリーグ, Se Rīgu), est l'une des deux ligues du Championnat du Japon de baseball, ligue professionnelle de baseball de plus haut niveau au Japon. 
Elle compte six franchises ; la franchise victorieuse affrontera le vainqueur de la Ligue du Pacifique lors des séries du Japon (日本シリーズ, Nippon Shiriizu). La Ligue centrale est associée à une ligue mineure de baseball : la Ligue de l'Est (イースタン・リーグ) qui compte cinq équipes.
L'une des principales différences entre cette ligue et la Ligue du Pacifique est que cette dernière applique la règle du frappeur désigné depuis 1975, ce qui n'est pas le cas de la Ligue centrale.